# Prostoma maculatum
Prostoma maculatum är en djurart som tillhör fylumet slemmaskar, och. Prostoma maculatum ingår i släktet Prostoma, fylumet slemmaskar och riket djur. Inga underarter finns listade i Catalogue of Life.